# Elizabeth Chandler
Elizabeth Chandler, pseudonimo di Mary Claire Helldorfer (...), è una scrittrice statunitense.
Mary Claire Helldorfer è un'autrice per adolescenti e per bambini. Laureata alla scuola Mercy High School (Baltimora , Maryland). Ha scritto numerosi libri illustrati per i bambini con il suo vero nome (Mary Claire Helldorfer). Scrive anche romanzi rosa, che comprendono Summer in the City, Love at First Click e la ex trilogia piena di romanticismo e mistero Baciata da un Angelo, pubblicato con lo pseudonimo Elizabeth Chandler. È anche conosciuta per la saga Dark Secrets.

## Baciata da un Angelo (Kissed by an Angel)
Ex trilogia, ora diventata una saga. Edita in Italia dalla Newton Compton editori, nella collana Vertigo. Ivy è una ragazza come tante, innamorata follemente del suo Tristan. Ma all'improvviso un incidente spezza la vita del suo amore e Ivy piomba in un abisso di disperazione. Eppure Tristan non l'ha abbandonata: presto ritorna al suo fianco, mandato sulla Terra come angelo custode. Mentre i ricordi riaffiorano e la solitudine cede il passo a una nuova, dolcissima consapevolezza, il giovane angelo comincia a chiedersi se il suo sia stato davvero un incidente. Ma proteggere Ivy dai pericoli che la minacciano sarà impossibile, finché Tristan non troverà un modo per comunicare con la sua amata... Sospesa tra realtà e fiaba, la trilogia Baciata da un angelo (L'amore che non muore; Il potere dell'amore; Anime gemelle) narra una delicata storia d'amore in cui sono protagonisti gli angeli, misteriose creature della luce, custodi delle fragili vite umane: una saga dedicata a chi crede che il romanticismo sia il sale della vita. Composta da:
1. Baciata da un Angelo - L'amore che non muore (titolo originale: Kissed by an Angel, pubblicato nel 1995)[4]
2. Baciata da un Angelo - Il potere dell'amore (titolo originale: The power of Love, pubblicato nel 1995)
3. Baciata da un angelo - Anime gemelle (titolo originale: Soulmates, pubblicato nel 1995)[5]
4. Baciata da un Angelo - Edizione Tascabile 3 in 1 (pubblicato nel 1998, in Italia nel 2009)[6]
5. Baciata da un Angelo - In fondo al cuore (titolo originale: Evercrossed, pubblicato nel 2011)[7]
6. Baciata da un Angelo - L'amore e l'odio (titolo originale: Everlasting, pubblicato nel 2012)
7. Baciata da un Angelo - Sarà per sempre

## Sekrets (Dark Secrets)
Saga. Edita in Italia dalla Newton Compton editori, nella collana Vertigo. È una serie che si rivolge a lettrici piuttosto giovani, e fonde mistero, temi soprannaturali e romanticismo. Composta da:
1. Sekrets - Le visioni di Megan (titolo originale: Dark Secrets 1 - Legacy of Lies, pubblicato nel 2000)[8]

1. Innocenti bugie (titolo originale: Dark Secrets 2 - Don't tell Lies, pubblicato nel 2000)[9]